# Xamtay
Xamtay es un distrito de la provincia de Houaphan, Laos. A 1 de marzo de 2015 tenía una población censada de 36 860 habitantes.
Se encuentra ubicado al noreste del país, cerca de la orilla del río Nam Sam —el principal afluente del río Ma— y de la frontera con Vietnam.